# 潮南区
潮南区（ちょうなんく）は中華人民共和国広東省汕頭市に位置する市轄区。

## 行政区画
1街道、10鎮を管轄する。
| 番号 | 区域名   | 番号 | 区域名 |
| ---- | -------- | ---- | ------ |
| 01   | 峡山街道 | 07   | 仙城鎮 |
| 02   | 井都鎮   | 08   | 臚崗鎮 |
| 03   | 成田鎮   | 09   | 臚崗鎮 |
| 04   | 司馬浦鎮 | 10   | 雷嶺鎮 |
| 05   | 陳店鎮   | 11   | 隴田鎮 |
| 06   | 両英鎮   |      |        |

## 交通

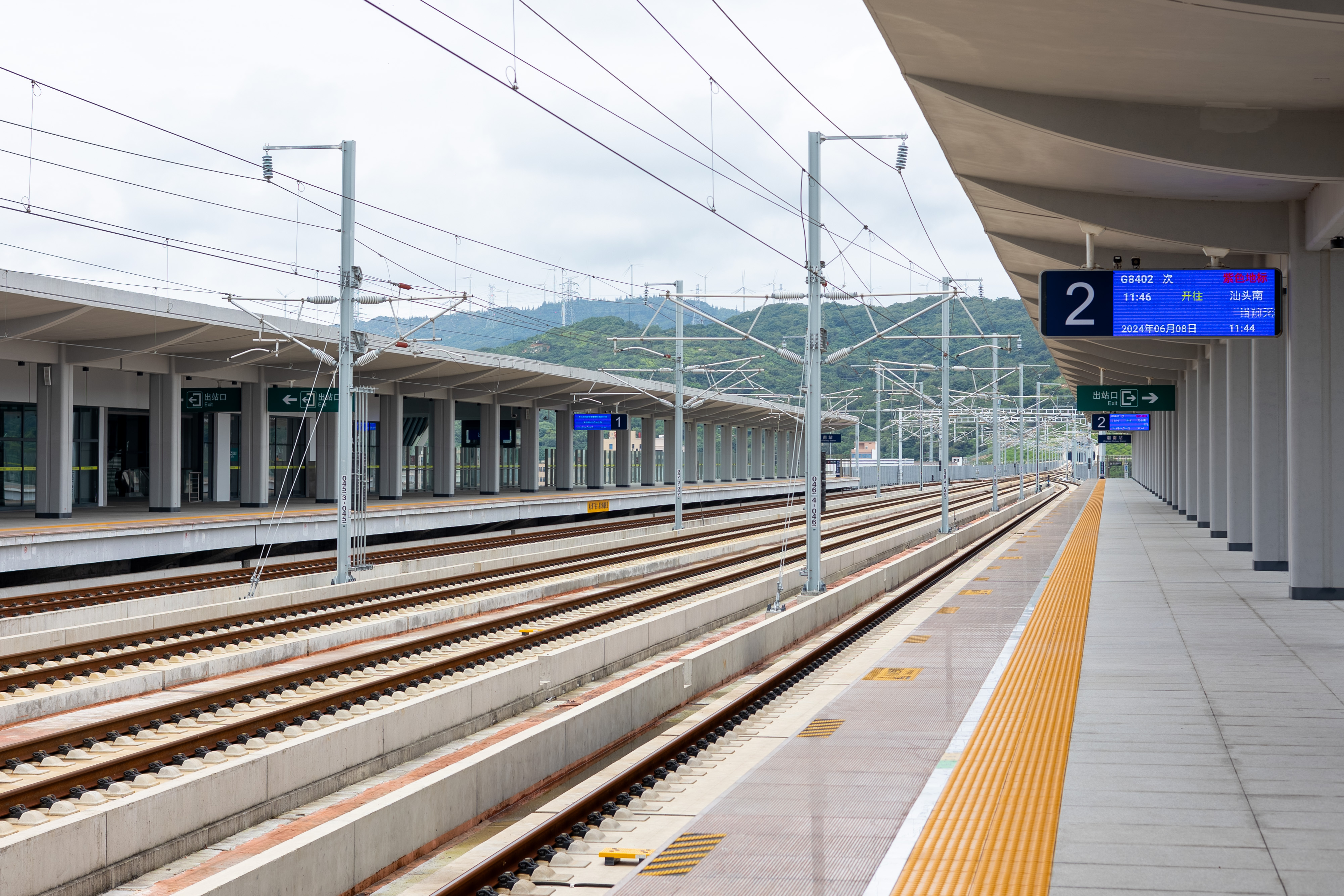
潮南駅

### 鉄道
- 中国国家鉄路集団
  - 汕汕線（中国語版）
    - 潮南駅

### 道路
- 高速道路
  -  瀋海高速道路
  -  掲恵高速道路（中国語版）
  -  汕湛高速道路（中国語版）
  -  潮汕環線高速道路（中国語版）
- 国道
  - G228国道
  - G324国道